# Оксисолі
Оксисолі (рос. оксисоли, англ. oxysalts, нім. Oxisalze n pl) — тип мінералів — сполук катіонів з киснем, гідроксидом та ін. комплексними аніонами, до складу яких входить кисень (оксиґен).

## Загальний опис
Оксисолі — це хімічні сполуки, утворені поєднанням катіонів металів і оксокислотних радикалів. У кристалічній структурі оксосолей оксокислотні радикали існують як незалежні аніонні групи, які називаються комплексними аніонами.
Оксисолі — це широкий спектр мінералів: силікати, борати, фосфати, ванадати, арсенати, вольфрамати, молібдати, хромати, сульфати, карбонати.

## Інтернет-ресурси
- Кислі солі
- Клас Оксисолі